# Sunshine Coast
A Sunshine Coast é uma região localizada no litoral sudeste de Queensland, ao norte da cidade de Brisbane, Austrália.

## História
Nesta região, viviam somente os povos nativos Gubbi Gubbi e Wakka Wakka. Entre os anos de 1830 e 1840, fugitivos condenados da colônia penal de Moreton Bay invadiam as terras aborígenes e exploravam os recursos naturais. No ano de 1842, o governador George Gipps declarou toda a costa e região do interior como Reserva Bunya Bunya, para proteger as terras aborígenes e preservar a árvore bunia, importante para os nativos. Com a Guerra Negra que ocorreu na região, os aborígenes se refugiaram para as Cordilheiras Negras, e pecuaristas e madeireiros passara a explorar a região, entre as décadas de 1850 e 1860; e a reserva aborígene foi dissolvida.
Houve um crescimento das industrias madeireiras, entre as décadas de 1860 e 1870, passando a construir estradas, ferrovias e hidrovias para o transporte de madeiras, e surgindo os primeiro molhes urbanos e portos da região.
O cultivo de cana-de-açúcar e abacaxi passaram a substituir a exploração de madeira e criação de gado, na década de 1890; e permaneceu assim até o final da Segunda Guerra Mundial.
Nos anos de 1950, construíram a David Low Way, uma estrada costeira interligando a cidade de Maroochydore a Noosa, o que facilitou o acesso as cidades costeiras e facilitou o turismo.
Nos anos de 1960, para impulsionar o turismo e a venda de imóveis na região, o Instituto Imobiliário de Queensland pediu a Câmara de Comércio de Nambour que muda-se, que se chamava Near North Coast, para Sunshine Coast. Ficou demarcado que a área da região seria da Ilha Bribie até Noosa.
Na década de 1990, ampliou-se a área da região, indo das Montanhas Glasshouse até a Ilha Fraser.

## Cidades
- Caloundra.[3]
- Cooloola.[3]
- Maroochydore.[3]
- Mooloolaba.[3]
- Coolum.[3]
- Noosa.[3]
- Maleny.[3]
- Montville.[3]